# Leptoperla uptoni
Leptoperla uptoni är en bäcksländeart som beskrevs av Günther Theischinger 1981. Leptoperla uptoni ingår i släktet Leptoperla och familjen Gripopterygidae. Inga underarter finns listade i Catalogue of Life.